# Cai Jun
Cai Jun (in cinese: 蔡军S; 14 marzo 1971) è un'ex sollevatrice cinese campionessa mondiale che ha gareggiato nelle categorie dei pesi mosca (fino a 44 kg.) e dei pesi gallo (fino a 48 kg.).
È stata la prima atleta della storia ad aver vinto un titolo mondiale nel sollevamento pesi femminile.

## Carriera
Nel 1987, all'età di appena 16 anni, vinse la medaglia d'oro nella categoria dei pesi mosca (la prima categoria a scendere in pedana) alla 1ª edizione dei Campionati mondiali femminili di sollevamento pesi, tenutasi a Daytona Beach, con 145 kg. nel totale (70 kg. di strappo + 75 kg. di slancio).
Tre anni più tardi fu nuovamente campionessa mondiale, dopo essere passata alla categoria superiore dei pesi gallo, conquistando la medaglia d'oro ai Campionati mondiali di Sarajevo con 165 kg. nel totale.